# Mohammad Reza Pahlavi
Mohammad Reza Șah Pahlavi (persană محمدرضا پهلوی ,n. 26 octombrie 1919, Teheran, Iran – d. 27 iulie 1980, Cairo, Egipt) a fost fiul Șahului Reza Pahlavi al Persiei (Iran) și ultimul monarh al Iranului. 
Tatăl său, Reza Pahlavi, este forțat să abdice ca urmare a unei invazii anglo-sovietice a Iranului, la 16 septembrie 1941. Invazia a avut loc datorită alianței șahului cu Puterile Axei. Reza Pahlavi a fost înlocuit cu fiul său, Mohammad Reza Pahlavi, care a condus până la 11 februarie 1979.
Mohammad Reza Pahlavi avea educație occidentală și, ca atare, era un prieten al SUA și al statelor din vestul Europei.
În 11 februarie 1979 a avut loc Revoluția Iraniană condusă de ayatollahul Ruhollah Khomeini și a fost înființată Republica islamică.
Mohammad Reza Pahlavi a plecat în exil, în Egipt, unde, grav bolnav, a murit la 27 iulie 1980, la vârsta de 60 de ani. Președintele Egiptului, Anwar Sadat i-a organizat funeralii de stat.

## Galerie

Steagul Iranului în timpul dinastiei Pahlavi (1925-1979)
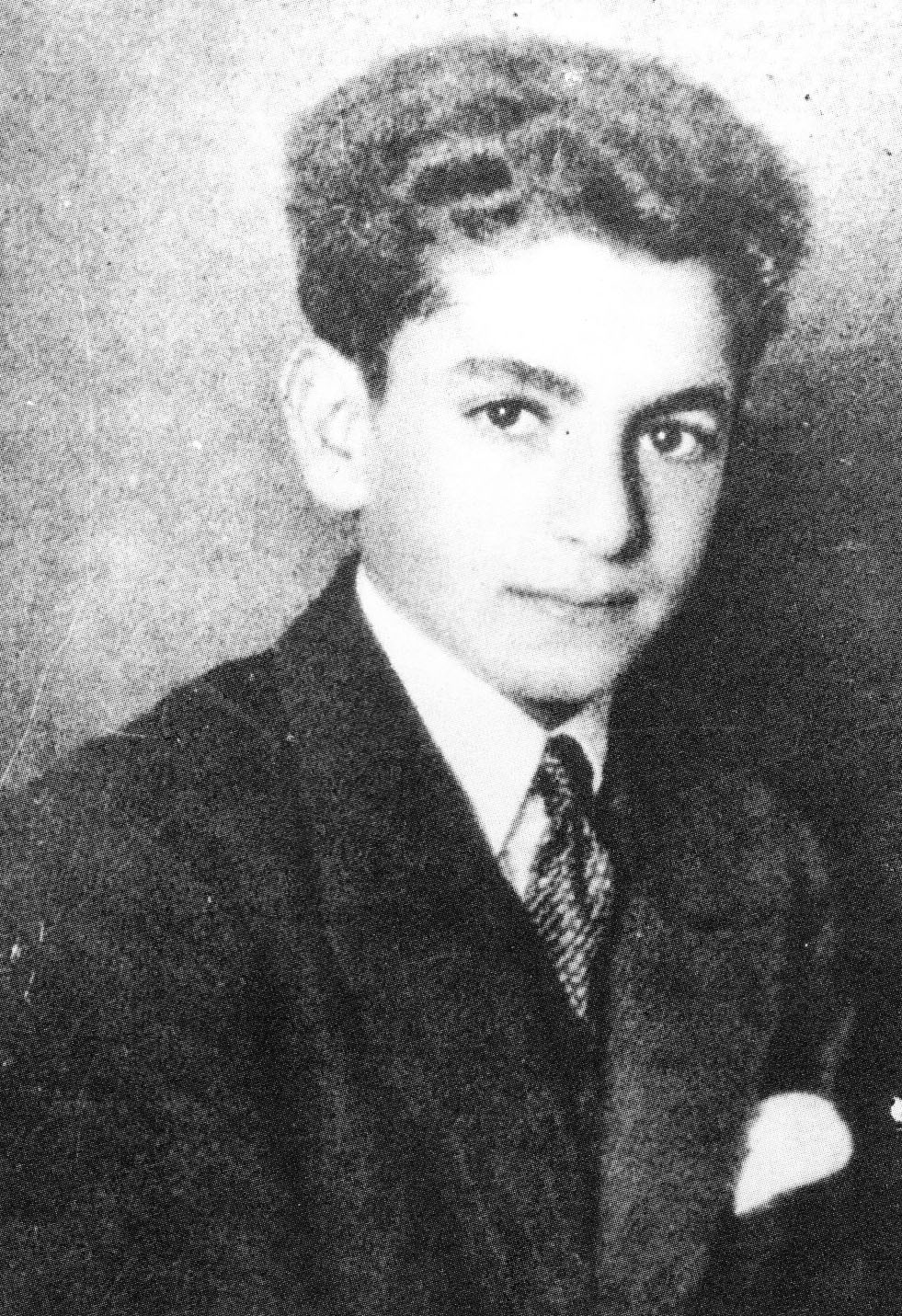
Mohammad Reza Pahlavi copil, 1931
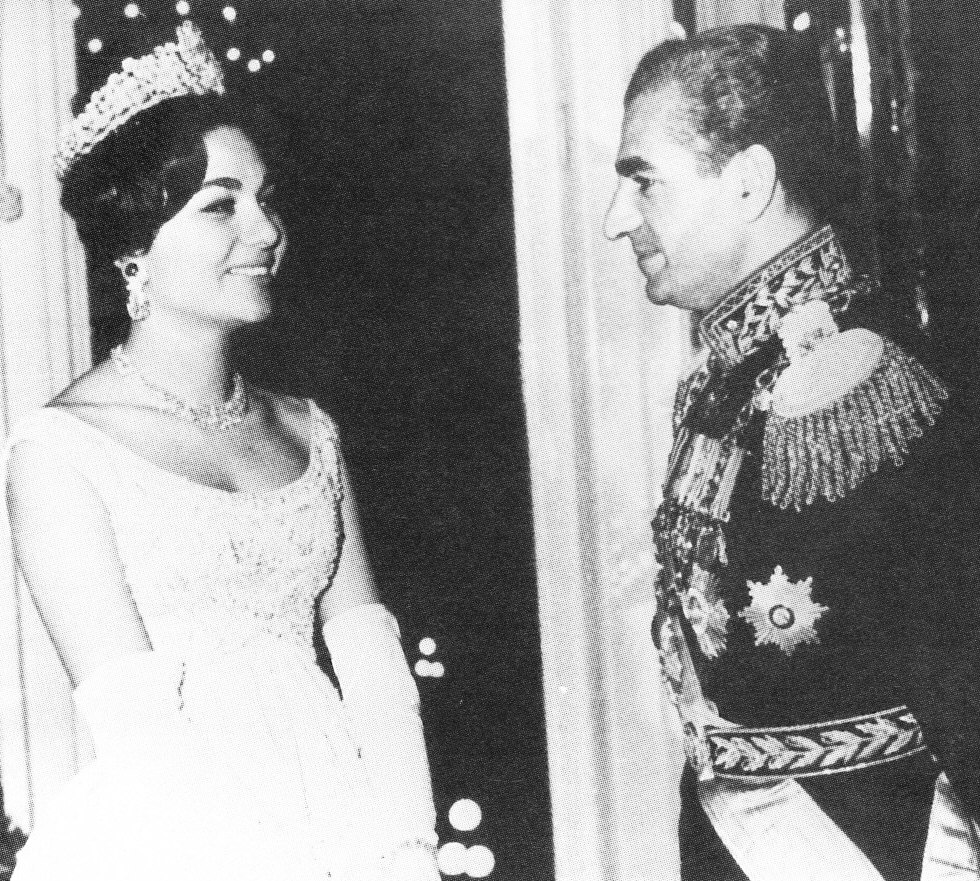
Căsătoria dintre Mohammad Reza Pahlavi și Farah Diba, 1959